# Mike Milbury
Michael James „Mike“ Milbury (* 17. Juni 1952 in Brighton, Massachusetts) ist ein ehemaliger US-amerikanischer Eishockeyspieler, -trainer und -funktionär. Während seiner von 1974 bis 1987 andauernden aktiven Karriere absolvierte der Verteidiger über 800 Spiele für die Boston Bruins in der National Hockey League. Für die Bruins war er anschließend als Cheftrainer tätig, bevor er über zehn Jahre als General Manager sowie zeitweise als Cheftrainer der New York Islanders fungierte. 2006 wurde er in die United States Hockey Hall of Fame aufgenommen.
Seit 2007 ist Milbury als Experte bei Eishockey-Übertragungen tätig, unter anderem für CBC, TSN sowie aktuell für NBC. Als Spieler, als Trainer und Funktionär sowie als TV-Experte sorgte er regelmäßig für Kontroversen.

## Karriere

### Als Spieler

#### College und Minor Leagues
Mike Milbury wurde in Brighton, einem Vorort von Boston geboren und wuchs in Walpole auf. 1971 schrieb er sich an der Colgate University ein und spielte die folgenden drei Jahre für deren Eishockey-Team, die Colgate Raiders, in der Eastern College Athletic Conference, wobei der US-Amerikaner insgesamt auf 76 Einsätze und 61 Scorerpunkte kam. Er beendete sein Studium mit einem Abschluss in Sozialwissenschaften. Am Ende der Saison 1973/74 kam Milbury zu seinem Profi-Debüt bei den Boston Braves aus der American Hockey League (AHL), dem Farmteam der Boston Bruins. Mit Beginn der kommenden Spielzeit 1974/75 war er im neuen Farmteam der Bruins aktiv, den Rochester Americans, bevor er schließlich im November 1974 einen Vertrag bei den Boston Bruins unterzeichnete. Dies geschah als Free Agent, da der US-Amerikaner in keinem NHL Amateur Draft berücksichtigt worden war.
Nachdem Milbury die Saison 1974/75 komplett in der AHL bei den Americans verbracht hatte, debütierte er im Folgejahr für die Bruins in der National Hockey League und etablierte sich erstmals im Rahmen der Playoffs in deren Aufgebot, als er elf von zwölf Spielen absolvierte. Während der anschließenden off-season vertrat er sein Heimatland mit dem Team USA beim Canada Cup 1976.

#### Boston Bruins
Mit Beginn der Spielzeit 1976/77 war Milbury ein fester Bestandteil von Bostons NHL-Kader und blieb dies für die nächsten elf Jahre. Dabei galt er als defensiv orientierter Verteidiger, der sich besonders durch seine körperbetonte bis aggressive Spielweise auszeichnete. In seiner Zeit bei den Bruins kam Milbury zweimal auf über 200 Strafminuten in einer Saison, während bis heute nur Terry O’Reilly mehr Strafminuten (2095) im Trikot der Bruins anhäufte als Milbury (1552). Dennoch war seine Zeit in Boston durchaus von sportlichem Erfolg geprägt, so verpasste das Team mit ihm nur in der Spielzeit 1982/83 die Playoffs, wohingegen man 1977 und 1978 das Stanley-Cup-Finale erreichte, dort allerdings jeweils den Canadiens de Montréal unterlag. Zudem fungierte Milbury zeitweise als Vertreter der Bruins bei der National Hockey League Players’ Association, der Spielergewerkschaft.
1987 beendete Milbury seine aktive Karriere, in der auf 754 Einsätze und 238 Scorerpunkte in der regulären Saison sowie weitere 86 Playoff-Spiele in der NHL kam.

#### Schuh-Schlägerei in New York
Zweifelhafte Berühmtheit erlangte Milbury durch die Vorfälle nach dem Ende eines 4:3-Auswärtssieges der Boston Bruins über die New York Rangers am 23. Dezember 1979 im Madison Square Garden: Während einer Auseinandersetzung beider Mannschaften nach der Schlusssirene griff ein Zuschauer aus den Rängen über die Plexiglas-Bande, schlug Bruins-Spieler Stan Jonathan mit einem zusammengerollten Programmheft und entwendete ihm seinen Schläger. Daraufhin sprangen erst Terry O’Reilly und Peter McNab, wenig später jedoch nahezu die gesamte Mannschaft der Bruins in den Zuschauerraum; ein Handgemenge war die Folge. Milbury hatte zu diesem Zeitpunkt bereits die Umkleidekabine erreicht, begab sich nun jedoch zurück in die Arena und folgte schließlich seinen Teamkollegen in die Ränge. In der Folge erreichte er den bereits von Peter McNab überwältigten und zu Boden geworfenen Fan, zog ihm einen Schuh aus und schlug damit einmal kräftig zu; anschließend warf er den Schuh auf die Eisfläche. Ernsthafte Verletzungen trug niemand davon.
Einen Monat später wurden O’Reilly für acht bzw. Milbury und McNab für jeweils sechs Spiele gesperrt. Zudem mussten alle drei Spieler eine Strafe von 500 US-Dollar entrichten. Als direkte Folge dieses Vorfalls wurden die Plexiglas-Banden in den NHL-Arenen erhöht.

### Als Trainer und Funktionär
Bereits während der Saison 1985/86 sammelte Milbury erste Erfahrungen als Assistenztrainer der Bruins, als er einen Großteil der Spielzeit verletzungsbedingt ausfiel. Nach dem Ende seiner aktiven Karriere übernahm er die Position des Cheftrainers der Maine Mariners, dem aktuellen AHL-Farmteam der Bruins. Bereits in seiner ersten Spielzeit dort erreichte der US-Amerikaner das Playoff-Halbfinale und wurde nach der Saison (gemeinsam mit John Paddock) mit dem Louis A. R. Pieri Memorial Award als bester Trainer der AHL ausgezeichnet. Nach einer weiteren Spielzeit, in der die Mannschaft die Playoffs verpasste, beendete Milbury sein Engagement in Maine.

#### Boston Bruins
Anschließend kehrte er zu den Boston Bruins zurück, die ihn 1989 als neuen Cheftrainer und Nachfolger von Terry O’Reilly einstellten; parallel dazu fungierte er als Assistent von General Manager Harry Sinden. Die folgenden zwei Jahre waren von sportlichem Erfolg geprägt, so führte der US-Amerikaner sein ehemaliges Team in seinem ersten Jahr direkt zur Presidents’ Trophy sowie ins Stanley-Cup-Finale, wo man allerdings den Edmonton Oilers unterlag. In der Folgesaison 1990/91 erreichten die Bruins Rang eins der Conference und schieden in den Playoffs erst im Conference-Finale aus. Zudem vertrat Milbury sein Team beim NHL All-Star Game 1991, bei dessen Kader-Zusammenstellung er jedoch für eine Kontroverse sorgte, indem er Chris Nilan, einen klassischen Enforcer aus den eigenen Reihen, technisch deutlich versierteren Spielern vorzog. Als Konsequenz daraus wurden die Kader der All-Star-Teams ab dem Folgejahr von einem Komitee der Ligaleitung bestimmt.
Nach der Saison 1991/92 wechselte Milbury endgültig ins Management und war noch zwei weitere Jahre als Assistent des General Managers für die Bruins tätig. Seine beiden Jahre als Cheftrainer waren zwei der erfolgreichsten in der Franchise-Geschichte, so erreichten nur drei Trainer mit mehr als 100 absolvierten Spielen einen höheren Punkteschnitt mit den Bruins.
Im März 1994 verließ Milbury die Organisation der Bruins erstmals nach knapp 20 Jahren und übernahm die Position des Cheftrainers der Boston College Eagles. Von dieser trat er jedoch bereits Anfang Juni gleichen Jahres wieder zurück, ohne in einem Spiel hinter der Bande gestanden zu haben. In einer Pressekonferenz führte er Differenzen in der Führungsphilosophie an.

#### New York Islanders
1995 wurde Milbury als neuer Cheftrainer der New York Islanders vorgestellt, bevor er drei Monate später parallel dazu die Position des General Managers übernahm, die er in der Folge knapp elf Jahre innehatte. Im Januar 1997 übergab er die Trainerpflichten an Rick Bowness, übernahm diese nach dessen Entlassung kurz vor Ende der Saison 1997/98 erneut und verließ das Trainergeschäft endgültig im Winter 1998/99, als er Bill Stewart als seinen Nachfolger installierte. Parallel zu seiner Tätigkeit in New York betreute Milbury als General Manager auch zweimal die Nationalmannschaft der USA und gewann mit ihr bei der Weltmeisterschaft 1996 die Bronzemedaille. Im Gegensatz zu seiner Zeit als Headcoach in Boston gelangen Milbury als Trainer der New York Islanders nur 56 Siege in 191 Spielen, sodass er mit einer der schwächsten Statistiken in die Franchise-Geschichte einging.
Besonderer Kritik sah sich Milbury jedoch in seiner Funktion als General Manager ausgesetzt, so wird er aufgrund diverser Tauschgeschäfte, geschlossener Spielerverträge und Draft-Entscheidungen als einer der schlechtesten General Manager in der Geschichte der National Hockey League eingeschätzt. Zu seinen umstrittensten Transfers zählen die Abgabe von Bryan Berard für Félix Potvin, der Tausch von Roberto Luongo und Olli Jokinen für Oleg Kwascha und Mark Parrish, der Transfer von Bryan McCabe und Todd Bertuzzi für Trevor Linden sowie der Erwerb von Alexei Jaschin für Zdeno Chára, Bill Muckalt und das zweite Wahlrecht im NHL Entry Draft 2001 (wurde Jason Spezza). Jaschin stattete er darüber hinaus mit einem mit knapp 90 Millionen US-Dollar dotierten Zehnjahresvertrag aus, wobei dieser in der Folge nur fünf Saisons bei den Islanders aktiv war. 2007 lösten die Islanders diesen Vertrag auf (buy-out), der den Salary Cap allerdings noch bis in die Saison 2014/15 hinein belastete. Eine weitere umstrittene Personalie war Torhüter Rick DiPietro, der unter Milbury von den Islanders im NHL Entry Draft 2000 an erster Gesamtposition ausgewählt wurde, diese Erwartungen allerdings nie erfüllen konnte.
Im Januar 2007 trat Milbury als General Manager der Islanders zurück. Insgesamt erreichten die Isles unter Milburys elfjähriger Führung nur drei Mal die Playoffs und schieden dabei jeweils in der ersten Runde aus. Zudem wird sein Missmanagement als ein Faktor dafür gesehen, dass das Team auch in den folgenden Jahren bis 2014 nur einmal in den Playoffs stand.

### Als TV-Experte
Erste Erfahrungen als TV-Experte sammelte Milbury in der Zeit zwischen seinen Engagements bei den Bruins und Islanders, als er 1994 und 1995 für ESPN tätig war. Nach dem Ende seines Engagements bei den Islanders kehrte der US-Amerikaner ins Fernsehgeschäft zurück, wo er seit 2008 hauptsächlich für NBC tätig und als Experte an der Vorberichterstattung sowie an den Analysen in den Drittelpausen beteiligt ist. Zuvor bekleidete er die gleiche Position unter anderem auch für TSN und das Format Hockey Night in Canada von CBC.
Auch in seiner Rolle als TV-Experte zog Milbury regelmäßig Kritik auf sich, unter anderem aufgrund umstrittener Kommentare gegenüber Star-Spielern (u. a. Sidney Crosby, P. K. Subban) sowie tendenziell gewaltverherrlichenden Ansichten, so äußerte er in Bezug auf Corey Perry, der beste Weg ihn zu stoppen wäre „ihn schmerzvoll und dauerhaft zu verletzen“.

## Erfolge und Auszeichnungen
- 1988 Louis A. R. Pieri Memorial Award (gemeinsam mit John Paddock)
- 1991 NHL All-Star Game (als Trainer)
- 1996 Bronzemedaille bei der Weltmeisterschaft 1996 (als General Manager)
- 2006 Aufnahme in die United States Hockey Hall of Fame

## Karrierestatistik

### Spielerstatistik

#### International
Vertrat die USA bei:
- Canada Cup 1976

(Legende zur Spielerstatistik: Sp oder GP = absolvierte Spiele; T oder G = erzielte Tore; V oder A = erzielte Assists; Pkt oder Pts = erzielte Scorerpunkte; SM oder PIM = erhaltene Strafminuten; +/− = Plus/Minus-Bilanz; PP = erzielte Überzahltore; SH = erzielte Unterzahltore; GW = erzielte Siegtore; 1 Play-downs/Relegation; Kursiv: Statistik nicht vollständig)

### Trainerstatistik
(Legende zur Trainerstatistik: S = Siege; N = Niederlagen; U = Unentschieden; Pkt = Punkte)

## Persönliches
Milbury ist verheiratet und hat vier Kinder aus erster sowie zwei Kinder aus zweiter Ehe.